# Camperdown (Sydney)
Camperdown è un sobborgo di Sydney, nello stato del New South Wales, in Australia. Camperdown si trova a 4 chilometri a sud-ovest del quartiere centrale degli affari di Sydney e fa parte della regione Inner West. Camperdown si trova nelle aree del governo locale della città di Sydney e dell'Inner West Council.
Camperdown è un sobborgo densamente popolato e ospita il Royal Prince Alfred Hospital, l'Università di Sydney e lo storico Camperdown Cemetery. Un tempo era anche sede del Royal Alexandra Hospital for Children, che è stato trasferito vicino al Westmead Hospital nella parte occidentale di Sydney. Gli edifici e i terreni dell'ospedale sono stati riqualificati in complessi di appartamenti.

## Storia
Camperdown prende il nome dalla Battaglia di Camperdown (o Camperduin in olandese). È stato nominato dal governatore William Bligh che ha ricevuto una concessione di 240 acri (1 km2) di terreno che copre l'attuale Camperdown e parti di Newtown. La terra passò al genero di Bligh Maurice O'Connell, comandante del 73º reggimento, poi Sir Maurice, quando Bligh tornò in Inghilterra.[2] Camperdown è stata fondata come zona residenziale e agricola all'inizio del XIX secolo.
Nel 1827 fu aperto un ippodromo sul terreno dove ora si trova il Royal Prince Alfred Hospital. L'Università di Sydney fu costituita nel 1850 e i suoi primi edifici furono progettati da Edmund Blacket (1817–1883). Nel 1859, presso l'università fu aperta la Sala Grande di Blacket.[3]